# Шуркалов, Юрий Степанович
Юрий Степанович Шуркалов (род. 18 сентября 1949, Ростов-на-Дону) — советский гребец, трёхкратный чемпион СССР (1975, 1977, 1979), призёр Олимпийских игр (1976). Мастер спорта СССР международного класса (1975).

## Биография
Родился 18 сентября 1949 года в городе Ростов-на-Дону, куда после тяжёлых лет, проведённых в блокадном Ленинграде, была эвакуирована его мать Нина Кирилловна Шуркалова.
Начал заниматься академической греблей в возрасте 16 лет в ВФСО «Динамо» у Виктора Сафронова. В 1972 году переехал в Новгород, где продолжил тренироваться в ДСО «Спартак» под руководством Константина Качаева. В дальнейшем с ним также работал Семён Агапенков.
Наиболее значимых результатов добивался в середине и конце 1970-х годов, когда трижды становился чемпионом СССР в классе двоек распашных с рулевыми. В 1976 году вошёл в состав сборной страны на Олимпийских играх в Монреале, где вместе с Дмитрием Бехтеревым и Юрием Лоренцсоном завоевал серебряную медаль в той же дисциплине.
В 1980 году завершил свою спортивную карьеру. В 1980—1984 и в 1993—2011 годах работал директором СШОР «Олимп», с 2011 года занимается там тренерской деятельностью. В октябре 2013 года принял участие в эстафете олимпийского огня «Сочи 2014».

## Образование
В 1984 году окончил Новгородский государственный педагогический институт.